# Apeira synnephes
Apeira synnephes är en fjärilsart som beskrevs av Eugen Wehrli 1940. Apeira synnephes ingår i släktet Apeira och familjen mätare. Inga underarter finns listade i Catalogue of Life.